# Coleophora microspinella
Coleophora microspinella é uma espécie de mariposa do gênero Coleophora pertencente à família Coleophoridae.